# Jim Loscutoff
James Loscutoff Jr., (São Francisco,4 de fevereiro de 1930 - Naples (Flórida), 1 de dezembro de 2015), foi um basquetebolista norte-americano. Jogou pelo Boston Celtics de Massachusetts e foi campeão da NBA por sete anos consecutivos ao lado de  Bob Cousy e Bill Russell, além do ex-técnico já falecido, Red Auerbach.